# フィル・ラマール
フィリップ・"フィル"・ラマール（Phillip "Phil" LaMarr、1967年1月24日 - ）はアメリカ合衆国の俳優、声優、コメディアン。
『マッドTV!』のオリジナルキャストの一人であり、『フューチュラマ』、『Static Shock』、『サムライジャック』、『ジャスティス・リーグ』、『Justice League Unlimited』、『スター・ウォーズ クローン大戦』、『メタルギアソリッド2』などと言った作品に出演する声優としても知られている。

## 人物
カリフォルニア州ロサンゼルス生まれ。ノースハリウッドのHarvard-Westlake Schoolを卒業した後、イェール大学で即興コメディグループPurple Crayon設立に携わった。このときの彼の代表作にイギリスのコメディTrevor（トレバー役）がある。1989年にイェール大学を卒業したあと、ラマールは即興スケッチコメディ劇団The Groundlingsの一員になった。セカンド・シティで即興劇について学び、シカゴのImprovOlympicでも、Del Closeと共に学んだ。また、Cold Tofuやオフ・ザ・ウォールといった即興にも参加した。
このとき、映画関連の仕事が来たこともあった。1994年の映画『いとしのパット君』ではGroundlings時代の友人が脚本を書いており、『バイオドーム』は監督が大学時代の友人だったからという理由で、これらの映画に出演することができた。また、『パルプ・フィクション』ではマーヴィンという重要な役を演じた（のちに『マッドTV!』で放送されたパロディ版にもこのような役で出演）。

## 経歴

### マッドTV!
他の『マッドTV!』の9人のオリジナルメンバーと異なり、番組出演以前にもテレビや映画に出演した経験があり、大学入学前にはテレビアニメ『Mister T』に出たことがあった。
彼が『マッドTV!』で演じたキャラクターはDesperation Lee ("Funky Walker Dirty Talker")、Jaq the UBS Guy、"sexy player" Rick、才能のないR&B歌手Savante、Rocket Revengersの花形Lieutenant Abraham Jefferson (a.k.a. Lincoln Willis)があり、サミー・デイヴィスJr.、トミー・デヴィッドソン、ルイス・ファラカーン、マイケル・ジャクソン、バーノン・ジョーダン、マーティン・ローレンス、スパイク・リー、シドニー・ポワチエ、コリン・パウエル、プリンス、ビル・マー、ベン・ヴェリーン、クリス・タッカー、マイケル・ウィンスロー、リック・ジェームス、ビリー・クリスタル、ボビー・ブラウン、バーナード・ショー、Sinbad、カニエ・ウェスト、ドン・キング、ジョニー・コクラン、ナット・キング・コール、シャーマン・ヘンズリー、クリス・ロック、Ice-T、レイ・チャールズなどのものまねも行ってきた。そのなかでも『三ばか大将』のモー・ハワードの物まねはうまく、このキャラクターのアメリカン・アフリカンアレンジ版も行った。
2000年の第5シーズンを最後に降板。

### テレビ出演
『ジャスティス・リーグ』ではグリーン・ランタンを、『クラス・オブ・ミュージック』ではフィリー・フィルを、『フューチュラマ』シリーズではハーミーズ・コンラッドなどをそれぞれ演じ、主人公ジャックを演じた『サムライ・ジャック』以外にも、『Static Shock』でも主人公を演じた。
また、『コールドケース 迷宮事件簿』、『Eve』、『Reno 911!』、『Whose Line is it Anyway?（イギリス版）』、『WITHOUT A TRACE/FBI 失踪者を追え!』、『インベーダー・ジム』、『The Bernie Mac Show』、『NYPDブルー』、『Living Single』、『The Fresh Prince of Bel-Air』、『TVキャスター マーフィー・ブラウン』、『ファミリー・ガイ』などといったテレビ番組にもゲスト出演し、『Mind of Mencia』の第3シーズンでは、ジョニー・コクランの霊を演じた。
『フォスターズ・ホーム』ではウィルトとジョーダン・マイケルを演じ、『The Weekenders』ではCarver Descartesを演じた。『トランスフォーマー アニメイテッド』ではジャズ、オメガスプリーム、オイルスリック、ジェットストームを演じた。

### 映画および舞台作品出演
ラマールは『テンペスト』、『お気に召すまま』、『ガイズ&ドールズ』、『Asylum』、South Coast Repertoryの Make the Breakや、Sacred Fools Theaterの初作品 The Fatty Arbuckle Spookhouse Revueにも出演した。
また、Kill the Man、Free Enterprise、『チェリッシュ』、『パルプ・フィクション』、Manna from Heavenといった映画にも出演し、『スピーキング・オブ・セックス』では、ビル・マーレイとキャサリン・オハラと共演し、Back by Midnight ではカースティ・アレイ、ロドニー・デンジャーフィールド、ランディ・クエイドらと共演した。
『スパイダーマン2』では、ドクターオクトパスによって電車ごと突き落とされそうになった乗客たちの1人としてエキストラ出演した。
近年は『フロンターズ』(2004)、Choose Your Own Adventure: The Abominable Snowman (2005)といった映画に出演してきた。2006年4月現在、ラマールはCook-Off!で、Rev. Thaddeus Briggs, Esqとして撮影に臨んでいる。
ウィル・フェレル主演の『俺たちステップ・ブラザース -義兄弟-』では主人公の妻のところへやってくるセールスマンとしてカメオ出演を果たした。Yum Corpのセクハラ対策トレーニングビデオにも出演したことがある。

### コンピュータゲーム関連の仕事
ラマールは英語版『メタルギアソリッド2』と『メタルギアソリッド4』でヴァンプの声を演じた。
それ以外にもスクウェア・エニックスの『ファイナルファンタジーXII』ではReddasを演じ、Vampire: The Masquerade – Bloodlinesではスケルターを演じ、英語版ジャック×ダクスターシリーズではジーグ(Sig)を演じ、『マーベル アルティメット アライアンス』では複数のキャラクターを演じ、そしてStar Wars: Knights of the Old RepublicではGadon Thekを演じてきた。
また、Sega CD game Make my video C+C Music Factoryに出演し、マーセナリーズとその続編ではクリストファー・ジャコブズを演じ、PlayStation 3用ソフト『INFAMOUS〜悪名高き男〜』ではジョンを演じた。

## 主な出演作品
| 公開年・放送年          | 作品名                                                                           | 役                                                                                    | 備考                                               |
| ----------------------- | -------------------------------------------------------------------------------- | ------------------------------------------------------------------------------------- | -------------------------------------------------- |
| 1983                    | Mister T                                                                         | Woody                                                                                 | テレビシリーズ                                     |
| 1991                    | TVキャスター マーフィー・ブラウン Murphy Brown                                   | Ben Lawson                                                                            | テレビシリーズ                                     |
| 1992                    | Jake and the Fatman                                                              | アシスタント                                                                          | テレビシリーズ                                     |
| 1993                    | The Fresh Prince of Bel-Air                                                      | Edward                                                                                | テレビシリーズ                                     |
| 1993                    | ウイングス Wings                                                                 | メカニック工Gil                                                                       | テレビシリーズ                                     |
| 1993                    | L.A.ロー 七人の弁護士 L.A. Law                                                   | レポーター #3                                                                         | テレビシリーズ                                     |
| 1993                    | Sex, Shock & Censorship                                                          | Butch Jones                                                                           | テレビシリーズ                                     |
| 1993                    | あなたにムチュー Mad About You                                                   | Marshall                                                                              | テレビシリーズ                                     |
| 1994 映画 \| テレビ番組 | A Cool Like That Christmas                                                       | Harlan Sockman                                                                        | テレビアニメ                                       |
| 1994 映画 \| テレビ番組 | Hangin' with Mr. Cooper                                                          | Leonard Pickett                                                                       | テレビシリーズ                                     |
| 1994 映画 \| テレビ番組 | The George Carlin Show                                                           | Bob Brown                                                                             | テレビアニメシリーズ                               |
| 1994 映画 \| テレビ番組 | パルプ・フィクション Pulp Fiction                                                | Marvin                                                                                | 映画                                               |
| 1994 映画 \| テレビ番組 | いとしのパット君 It's Pat                                                        | 劇場支配人                                                                            | 映画                                               |
| 1995                    | Living Single                                                                    | Joe                                                                                   | テレビシリーズ                                     |
| 1995                    | Sawbones                                                                         | Stanley Johnson                                                                       | テレビ映画                                         |
| 1995                    | マッドTV MADtv                                                                   |                                                                                       | 2000年の降板までに112話出演 スケッチ・コメディ番組 |
| 1996                    | バイオドーム Bio-Dome                                                            | アシスタント                                                                          | 映画                                               |
| 1998 映画 \| TV         | One Hand, Left                                                                   | ナレーター                                                                            | 短編映画                                           |
| 1998 映画 \| TV         | ワイルド・ソーンベリーズ The Wild Thornberrys                                    | Tuku                                                                                  | テレビアニメシリーズ                               |
| 1998 映画 \| TV         | Zoomates                                                                         | Warren Solicitor 男#1                                                                 | アニメ映画                                         |
| 1998 映画 \| TV         | Suicide, the Comedy                                                              | Erik                                                                                  | 映画                                               |
| 1998 映画 \| TV         | ピンク・ピンク・ライン The Thin Pink Line                                        | Jimmy 'Licorice Whip' Wilson                                                          | 映画                                               |
| 1998 映画 \| TV         | Free Enterprise                                                                  | Eric                                                                                  | 映画                                               |
| 1999 映画 \|TV          | フューチュラマ Futurama                                                          | ハーミーズ・コンラッド他                                                              | テレビアニメ                                       |
| 1999 映画 \|TV          | ヘイ・アーノルド! Hey Arnold!                                                    | Jamie O                                                                               | テレビアニメシリーズ                               |
| 1999 映画 \|TV          | ファミリー・ガイ Family Guy                                                      |                                                                                       | 2007年までに27話出演 テレビアニメ                  |
| 1999 映画 \|TV          | 幸福な王子 The Happy Prince                                                      | Second Pigeon New Mayor                                                               | 劇場版アニメ                                       |
| 1999 映画 \|TV          | Kill the Man                                                                     | Marky Marx                                                                            |                                                    |
| 2000 映画 \|TV          | Static Shock                                                                     | Virgil Ovid Hawkins/Static                                                            | 2007年に放送終了 テレビアニメシリーズ              |
| 2000 映画 \|TV          | The Weekenders                                                                   | Carver                                                                                | テレビアニメ                                       |
| 2000 映画 \|TV          | Nikki                                                                            | Richard                                                                               | role reprisal in 2001 テレビシリーズ               |
| 2000 映画 \|TV          | Yes, Dear                                                                        | Steve                                                                                 | role reprisal in 2001 テレビシリーズ               |
| 2000 映画 \|TV          | Lost Cat                                                                         | Lost Cat                                                                              |                                                    |
| 2000 映画 \|TV          | 邪悪なコンカルネ Evil Con Carne                                                  | ヘクター・コンカルネ                                                                  | テレビアニメシリーズ                               |
| 2000 映画 \|TV          | Closing the Deal                                                                 |                                                                                       |                                                    |
| 2000 映画 \|TV          | Eat Your Heart Out                                                               | 劇場支配人                                                                            |                                                    |
| 2000 映画 \|TV          | A Man Is Mostly Water                                                            | Testifier                                                                             |                                                    |
| 2001 映画 \|TV          | メタルギアソリッド2 Metal Gear Solid 2: Sons of Liberty                          | ヴァンプ                                                                              | コンピュータゲーム                                 |
| 2001 映画 \|TV          | サムライジャック Samurai Jack                                                    | ジャック                                                                              | 2004年に放送終了 テレビアニメシリーズ              |
| 2001 映画 \|TV          | ビリー&マンディ The Grim Adventures of Billy & Mandy                             | ヘクター・コンカルネ アーウィンの父親 ドラキュラ Judge Roy Splean他                   | 2006年に終了 テレビアニメシリーズ                  |
| 2001 映画 \|TV          | ジャスティス・リーグ Justice League/en:Justice League Unlimited                  | ジョン・スチュワート/グリーンランタン                                                 | 2006年に放送終了 テレビアニメ                      |
| 2001 映画 \|TV          | NYPDブルー NYPD Blue                                                             | Sidney Thompson                                                                       | テレビシリーズ                                     |
| 2001 映画 \|TV          | Philly                                                                           | Anthony                                                                               | テレビシリーズ                                     |
| 2001 映画 \|TV          | X-Chromosome                                                                     |                                                                                       |                                                    |
| 2001 映画 \|TV          | スピーキング・オブ・セックス Speaking of Sex                                     | Joel Johnson, Jr.                                                                     | 映画                                               |
| 2001 映画 \|TV          | The Assistant                                                                    | Burton Salt                                                                           | テレビシリーズ                                     |
| 2002                    | キム・ポッシブル Kim Possible                                                    | ヴィニー                                                                              | 2007年までに6話出演 テレビアニメシリーズ           |
| 2002                    | Manna from Heaven                                                                | Asst. Casino Manager                                                                  | 映画                                               |
| 2002                    | インベーダー・ジム Invader Zim                                                   | Poop Dawg                                                                             | テレビアニメシリーズ                               |
| 2002                    | Evil Alien Conquerors                                                            | Vel-Dan                                                                               | 映画                                               |
| 2002                    | Back by Midnight                                                                 | Mile Away                                                                             | 映画                                               |
| 2002                    | チェリッシュCherish                                                              | ヨガ教師                                                                              | 映画                                               |
| 2002                    | Jane White Is Sick & Twisted                                                     | Bert                                                                                  | 映画                                               |
| 2003                    | オジー&ドリックスOzzy & Drix                                                     | オジー                                                                                | テレビアニメシリーズ                               |
| 2003                    | Star Wars: Knights of the Old Republic                                           | Gadon                                                                                 | コンピュータゲーム                                 |
| 2003                    | WITHOUT A TRACE/FBI 失踪者を追え! Without a Trace                                | Tom Lewis Jr.                                                                         | テレビシリーズ                                     |
| 2003                    | Creepy Freaks                                                                    | assorted freaks                                                                       | オリジナルビデオ                                   |
| 2004                    | Ground Control II: Operation Exodus                                              |                                                                                       | コンピュータゲーム                                 |
| 2004                    | Harvey Birdman                                                                   | Black Vulcan                                                                          | 2005年まで テレビアニメシリーズ                    |
| 2004                    | ジミー・ニュートロン 僕は天才発明家! The Adventures of Jimmy Neutron: Boy Genius | Bolbi Stroganofsky                                                                    | テレビアニメシリーズ                               |
| 2004                    | Scooby-Doo and the Loch Ness Monster                                             | Angus Haggart ボランティア#2                                                          | OVA                                                |
| 2004                    | Ground Control II: Operation Exodus                                              |                                                                                       | コンピュータゲーム                                 |
| 2004                    | Oops!フェアリーペアレンツThe Fairly OddParents                                   | Mr. Phifer                                                                            | テレビアニメシリーズ                               |
| 2004                    | Total Drama Island                                                               | DJ,Chef Hatchet 、ジャスティン                                                        | テレビシリーズ                                     |
| 2004                    | フォスターズ・ホームFoster's Home for Imaginary Friends                          | ウィルト、ジョーダン・マイケル他                                                      | テレビアニメシリーズ                               |
| 2004                    | Vampire: The Masquerade - Bloodlines                                             |                                                                                       | コンピュータゲーム                                 |
| 2004                    | Eve                                                                              | Coleman                                                                               | テレビシリーズ                                     |
| 2004                    | Reno 911!                                                                        | Craps guy                                                                             | テレビシリーズ                                     |
| 2004                    | コールドケース 迷宮事件簿Cold Case                                               | Kiki Solis                                                                            | テレビシリーズ                                     |
| 2004                    | 6Teen                                                                            | Wyatt Williams                                                                        | テレビシリーズ                                     |
| 2004                    | スパイダーマン2Spider-Man 2                                                      | 電車の乗客                                                                            | エキストラ                                         |
| 2004                    | フロンターズ Fronterz                                                            |                                                                                       | テレビ映画                                         |
| 2004                    | シャーク・テイル Shark Tale                                                      | 店主Pawn                                                                              | アニメ映画                                         |
| 2005 映画 \|テレビ番組  | Quake IV                                                                         | Marines                                                                               | コンピュータゲーム                                 |
| 2005 映画 \|テレビ番組  | サムライウエスタン 活劇侍道                                                      | ドナルド Thrower                                                                      | コンピュータゲーム                                 |
| 2005 映画 \|テレビ番組  | マーセナリーズ Mercenaries: Playground of Destruction                            | クリストファー・ジャコブズ News Correspondent 2                                       | コンピュータゲーム                                 |
| 2005 映画 \|テレビ番組  | The Life and Times of Juniper Lee                                                | マーカス他                                                                            | テレビアニメ                                       |
| 2005 映画 \|テレビ番組  | Kim Possible: So the Drama                                                       |                                                                                       | テレビアニメ                                       |
| 2005 映画 \|テレビ番組  | Catscratch                                                                       | Squeakus - Mouse                                                                      | テレビシリーズ                                     |
| 2005 映画 \|テレビ番組  | Family Guy Presents: Stewie Griffin - The Untold Story                           | Ollie Williams他                                                                      | OVA                                                |
| 2005 映画 \|テレビ番組  | The Proud Family Movie                                                           | Dr. Carver in Disguise board member                                                   | テレビアニメ                                       |
| 2005 映画 \|テレビ番組  | Robot Chicken                                                                    | アン・リー Squirrel マイケル・ジャクソン                                              | ストップモーションアニメ                           |
| 2005 映画 \|テレビ番組  | Jak X: Combat Racing                                                             | G.T. Blitz Sig Mizo Kaeden Thugs                                                      | コンピュータゲーム                                 |
| 2005 映画 \|テレビ番組  | The Matrix: Path of Neo                                                          | Operator Ballard SWAT Soldier                                                         | コンピュータゲーム                                 |
| 2005 映画 \|テレビ番組  | True Crime: New York City                                                        |                                                                                       | コンピュータゲーム                                 |
| 2005 映画 \|テレビ番組  | 50 Cent: Bulletproof                                                             | Bugs                                                                                  | コンピュータゲーム                                 |
| 2005 映画 \|テレビ番組  | Loonatics Unleashed                                                              | Drake Sypher                                                                          | テレビアニメ                                       |
| 2005 映画 \|テレビ番組  | Guardians of Luna                                                                | Alan Jedda                                                                            |                                                    |
| 2005 映画 \|テレビ番組  | Second Time Around                                                               | Myron                                                                                 |                                                    |
| 2005 映画 \|テレビ番組  | Barbershop: The Series                                                           | Derrick                                                                               | テレビシリーズ                                     |
| 2005 映画 \|テレビ番組  | Choose Your Own Adventure: The Abominable Snowman                                | Pasang                                                                                |                                                    |
| 2006                    | Spawn: The Animation                                                             |                                                                                       |                                                    |
| 2006                    | ザ・バットマン The Batman                                                        | マキシー・ゼウス                                                                      |                                                    |
| 2006                    | The Adventures of Brer Rabbit                                                    | Brer Gator                                                                            |                                                    |
| 2006                    | クラスメイトはモンキー My Gym Partner's a Monkey                                 | ブル・シャーコウスキー                                                                | テレビアニメ                                       |
| 2006                    | The Legend of Spyro: A New Beginning                                             | Kane                                                                                  | コンピュータゲーム                                 |
| 2006                    | ファイナルファンタジーXII                                                        | Reddas                                                                                | コンピュータゲーム                                 |
| 2006                    | マーベル アルティメット アライアンス Marvel: Ultimate Alliance                   | T'Challa/ブラックパンサー Uatu the Watcher                                            | コンピュータゲーム                                 |
| 2006                    | Drawn Together                                                                   | Ray-Ray UPS Man                                                                       | テレビアニメ                                       |
| 2006                    | クラス・オブ・ミュージック!Class of 3000                                         | フィリー・フィル                                                                      | テレビアニメ                                       |
| 2006                    | Scarface: The World Is Yours                                                     | 麻薬密売人                                                                            | コンピュータゲーム                                 |
| 2006                    | アバター 伝説の少年アンAvatar: The Last Airbender                                | The 52nd Earth King Kuei                                                              | テレビアニメ                                       |
| 2006                    | Cook-Off!                                                                        | Rev. Thaddeus Briggs, Esq.                                                            |                                                    |
| 2006                    | Dragonlance: Dragons of Autumn Twilight                                          | Riverwind Gilthanas                                                                   |                                                    |
| 2007 映画 \|テレビ番組  | Afterworld                                                                       | Col. Nixon                                                                            | Webアニメ                                          |
| 2007 映画 \|テレビ番組  | TMNT                                                                             |                                                                                       | アニメ映画                                         |
| 2007 映画 \|テレビ番組  | フューチュラマ：ベンダーの大冒険 Futurama: Bender's Big Score                    | ハーミーズ・コンラッド他                                                              | OVA                                                |
| 2007 映画 \|テレビ番組  | アフロサムライAfro Samurai                                                       | アフロ （少年時）                                                                     |                                                    |
| 2007 映画 \|テレビ番組  | El Tigre:The Adventures of Manny Rivera                                          | Raheem Captain Photon                                                                 |                                                    |
| 2007 映画 \|テレビ番組  | ファイナルファンタジータクティクス 獅子戦争                                      | ラムザ・ベオルブ                                                                      | コンピュータゲーム                                 |
| 2007 映画 \|テレビ番組  | ラリーのミッドライフ★クライシス Curb Your Enthusiasm                             | 薬剤師                                                                                | テレビシリーズ                                     |
| 2008                    | メタルギアソリッド4Metal Gear Solid 4: Guns of the Patriots                      | Vamp                                                                                  | コンピュータゲーム                                 |
| 2008                    | マーセナリーズ2 Mercenaries 2: World In Flames                                   | クリストファー・ジャコブズ                                                            | コンピュータゲーム                                 |
| 2008                    | Futurama-The Beast With A Billion Backs                                          | ハーミーズ・コンラッド、他                                                            | OVA                                                |
| 2008                    | トランスフォーマー アニメイテッド Transformers: Animated                         | ジャズ オメガスプリーム オイルスリック ジェットストーム                               | テレビアニメシリーズ                               |
| 2008                    | スペクタキュラー・スパイダーマン The Spectacular Spider-Man                      | ジョセフ（ジョー）・ロビー・ロバートソン ファンシー・ダン/リコシェット                | テレビアニメシリーズ                               |
| 2008                    | ウルヴァリン・アンド・ジ・X-メン Wolverine and the X-Men                         | ガンビット ボリヴァー・トラスク                                                       | テレビアニメシリーズ                               |
| 2008                    | Condemned 2: Bloodshot                                                           | LeRue、Bum                                                                            | コンピュータゲーム                                 |
| 2008                    | Saints Row 2                                                                     | ミスター・サンシャイン                                                                | コンピュータゲーム                                 |
| 2008                    | スター・ウォーズ/クローン・ウォーズ（テレビシリーズ） Star Wars: The Clone Wars  | キット・フィストー ベイル・プレスター・オーガナ オーン・フリー・ター アミット・ノロフ | テレビアニメシリーズ                               |
| 2009                    | キャッスル 〜ミステリー作家は事件がお好き Castle                                 | Dr. Holloway                                                                          | テレビシリーズ                                     |
| 2009                    | F.E.A.R.2                                                                        | セドリック・グリフィン                                                                | コンピュータゲーム                                 |
| 2009                    | [PROTOTYPE]                                                                      | ラグランド博士                                                                        | コンピュータゲーム                                 |
| 2009                    | INFAMOUS〜悪名高き男〜                                                           | ジョン・ホワイト                                                                      | コンピュータゲーム                                 |
| 2009                    | フューチュラマ：緑の空のかなたへ en:Futurama: Into the Wild Green Yonder         | ハーミーズ・コンラッド他                                                              | OVA                                                |
| 2010                    | en:Darksiders                                                                    | Vulgrim                                                                               | コンピュータゲーム                                 |
| 2010                    | ヤング・ジャスティス Young Justice                                               | アクアマン他                                                                          | テレビアニメシリーズ                               |
| 2010                    | トムとジェリー シャーロック・ホームズ Tom and Jerry Meet Sherlock Holmes         | スパイク他                                                                            | OVA                                                |
| 2010                    | アベンジャーズ 地球最強のヒーロー The Avengers: Earth's Mightiest Heroes         | J.A.R.V.I.S. ワンダーマン                                                             | テレビアニメシリーズ                               |
| 2011                    | inFAMOUS 2                                                                       | ジョン・ホワイト                                                                      | コンピュータゲーム                                 |
| 2011                    | Dead Island                                                                      | サム・B                                                                               | コンピュータゲーム                                 |
| 2012                    | アルティメット・スパイダーマン Ultimate Spider-Man                               | J.A.R.V.I.S.                                                                          | テレビアニメシリーズ                               |
| 2012                    | ティーンエイジ・ミュータント・ニンジャ・タートルズ Teenage Mutant Ninja Turtles  | ストックマン博士                                                                      | テレビアニメシリーズ                               |
| 2013                    | メタルギア ライジング リベンジェンス                                             | ケヴィン・ワシントン                                                                  | コンピュータゲーム                                 |
| 2013                    | en:Injustice: Gods Among Us                                                      | アクアマン他                                                                          | コンピュータゲーム                                 |
| 2013                    | en:Lego Marvel Super Heroes                                                      | ブレイド ガンビット ウォーマシン                                                      | コンピュータゲーム                                 |
| 2013                    | en:Turbo FAST                                                                    | Smoove Move                                                                           | テレビアニメシリーズ                               |
| 2014                    | ザ・シンプソンズ The Simpsons                                                    | ハーミーズ・コンラッド                                                                | テレビアニメシリーズ                               |
| 2017                    | ゼリーファミリー                                                                 | コーネルゼリー                                                                        | テレビアニメシリーズ                               |
| 2017                    | マーベル VS. カプコン:インフィニット                                             | ドルマムゥ                                                                            | コンピュータゲーム                                 |